# كرانيش جرابي
كرانيش جرابي (الاسم العلمي:Cranichis saccata) هو نوع من النباتات يتبع جنس الكرانيش من الفصيلة السحلبية.